# جودي كيد
جودي إليزابيث كيد (بالإنجليزية: Jodie Kidd) (من مواليد 25 سبتمبر 1978 في جيلدفورد) عارضة الأزياء إنجليزية، وسائقة سيارة سباق، وشخصية تلفزيونية.

## روابط خارجية
- جودي كيد على موقع IMDb (الإنجليزية)
- جودي كيد على موقع قاعدة بيانات الفيلم (الإنجليزية)
- جودي كيد على موقع كينوبويسك (الروسية)
- جودي كيد على موقع دليل عارضات الأزياء (الإنجليزية)

- Jodie Kidd at Biogs.com